# Zikmund Korybutovič

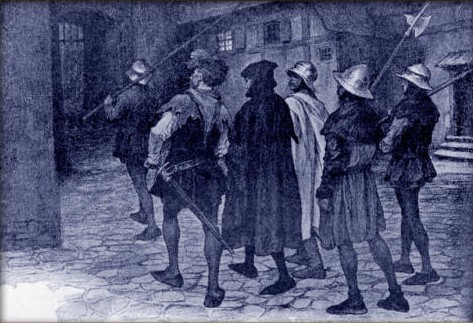
Věnceslav Černý - Zajatý Zikmund Korybutovič je veden na Pražský hrad

Zikmund Korybutovič (litevsky Žygimantas Kaributaitis, okolo 1395 Novhorod-Siverskyj – 1. září 1435 Vilkoměř) byl husitský hejtman, kníže litevský a český zemský správce.

## Život
Jeho otcem byl Korybut Dimitrij, vládce města Novgorodu Severského (dnes na Ukrajině), strýcem pak polský král Vladislav II. Jagello. Zikmund Korybutovič se zúčastnil bitvy u Grunwaldu v roce 1410 a byl vyslán v čele polského poselstva do Moldavska v roce 1414. Litevský velkokníže Vytautas (Vitold) dostal od husitů roku 1422 nabídku české koruny z rukou Viléma Kostky z Postupic. Vyslal proto do Čech knížete Zikmunda Korybutoviče s vojskem, které dobylo Uničov v dubnu roku 1422 a postoupilo dále k západu. Sněm v Čáslavi, který dal Zikmund Korybutovič svolat, jej téhož roku zvolil za českého zemského správce; Korybutovič písemně stvrdil svůj souhlas se čtyřmi pražskými artikuly. Téhož roku se podílel na uzavření příměří s vůdcem třetí křížové výpravy knížetem Fridrichem Braniborským a neúspěšně obléhal hrad Karlštejn. V následujícím roce jej Vladislav II. Jagello povolal zpět do Polska v době, kdy se zde připravovala křížová výprava proti husitům. Korybutovič vyzýval do zbraně, avšak na pomoc husitům; vojska, která shromáždil, přitáhla v červenci roku 1424 k Praze. Poté, co Korybutovič vyjednáváním přispěl ke smíru mezi Pražany a Janem Žižkou, uvalil na něj a jeho vojsko papež Martin V. klatbu[nepřesný odkaz]. V roce 1426, již po Žižkově smrti, vedl Korybutovič Pražany po boku Prokopa Holého k vítězství v bitvě u Ústí nad Labem. Pod tlakem svého strýce později Korybutovič požádal papeže Martina V. o přijetí husitů do katolické církve, tím si však definitivně znepřátelil radikální husity. 17. dubna 1427 se pokusil v Praze o převrat a po jeho porážce byl uvězněn na hradě Valdštejně, načež byl následujícího roku vypovězen z Čech. Korybutovič se přesto nevzdával husitských ideálů; stal se v roce 1428 husitským hejtmanem v Odrách a v roce 1430 potom v Hlivicích. Zde se stal spojencem táborů a zprostředkoval první veřejné slyšení čtyř artikulů v Krakově v březnu 1431. Téhož roku se 14. srpna 1431 účastnil bitvy u Domažlic. V létě roku 1434 se přes Malbork řádu německých rytířů vrátil zpět do Litvy. Zikmund Korybutovič byl jedním z velitelů v bitvě u Pabaiska (Vilkoměře, Ukmergė) (1. září 1435) na straně Švitrigailově (Svidrygellově) v polsko-litevské válce. Jeho armáda byla na hlavu poražena armádou Zikmunda Kęstutaitise (Zikmunda Kejstutoviče). Zikmund Korybutovič byl těžce zraněn, bojoval však až do konce. Podle Jana Długosze jsou známy tři verze o jeho úmrtí po bitvě – utopení, otrávení nebo zastavení další lékařské péče.